# アンテロープ (駆逐艦)
アンテロープ (HMS Antelope、H36) はイギリス海軍の駆逐艦。A級。

## 建造と装備
アンテロープは1928年3月6日に発注され、同年7月11日にホーソン・レスリー社で起工された。1929年7月27日に進水し、1930年3月20日に就役した。
主砲は4.7 in (120 mm)砲4門であり、対艦用の低角度（30 °）の台座に設置された。対空装備としてヴィッカース QF 2ポンド砲2門が搭載された。「21インチマークV」という魚雷を搭載した8本の魚雷発射管が、2基の四重台座に取り付けられた。当初は対潜装備が限られていたこともあり、ソナーが搭載されておらず、6本の爆雷しか搭載されていなかった。
1941年に4.7インチ砲の1つと魚雷発射管のうち後部バンクの1つが取り外され、この管の代わりとして3 in (76 mm)対空砲1門と、70本の爆雷と10種類の投下パターンを持つ対潜設備が搭載され、強化された。レーダーも搭載され、対空装備としてエリコンKA 20 mm 機関砲が1941年に2門、後に4門搭載された。3インチ砲は1943年に短波方向探知機の設置と入れ替えで撤去された。2番目の4.7インチ砲は1944年にQF 6ポンド・ホッチキス砲2門に置き換えられた。

## 艦歴

### 大戦前
1930年に就役した後、アンテロープは他のA級駆逐艦同様、コドリントン率いる地中海艦隊の第3駆逐群に配属された。スペイン内戦時はスペイン近海を巡回していたものの、アクティヴとウースターとの衝突で損傷した。修理後は本国に帰還し、ポーツマス海軍基地を拠点とした。

### 第二次大戦中
第二次世界大戦が勃発した後、アンテロープはポーツマスを拠点とした臨時部隊であったチャネル・フォースの第18駆逐群に配属された。1939年の開戦後から1940年前期数ヶ月の間、イギリス海峡とウェスタンアプローチにて巡回と護送任務を遂行した。1940年2月5日、アンテロープはアイルランド島南方の沖にてアイルランド唯一の国外向けの輸送船団であった「OA 84」を単独で護送する任務の最中に、ドイツの潜水艦であるU-41が船団を攻撃し、貨物船「Beaverburn」を撃沈、タンカー「Ceronia」に損害を与えた。アンテロープは報復攻撃として爆雷を発射し、Uボートを撃沈した。この事件は、Uボートが単独の駆逐艦に撃沈された最初の事例となった。アンテロープの指揮官であったリチャード・テイラー・ホワイト中尉は、開戦時からイギリス海軍に多く貢献したとして、殊功勲章を受賞した。ホワイトは1938年9月24日から1941年2月26日までアンテロープの指揮官を務めた。

#### ノルウェー
1940年4月に、アンテロープはノルウェーの作戦の一環として本国艦隊に転属され、ノルウェー近海のフランス艦隊の旗艦であった軽巡洋艦・エミール・ベルタン (Emile Bertin) がナムソス沖でドイツの爆撃によって損傷したときに、スカパ・フローまで護衛した。その後、ノルウェー沖に戻ったものの、6月13日にノルウェーのトロンハイム沖にてイギリス海軍の駆逐艦エレクトラと衝突・損傷したためタイン川へと移動し、同年8月まで修理を行った後にハーウィッチを拠点とする第16駆逐群に加わった。

#### 大西洋での作戦
1940年8月に、ダカール沖海戦に参加するため船団とともに出撃したが、9月1日に軽巡洋艦フィジーが潜水艦の雷撃で損傷したため、アンテロープはフィジーをスコットランドのクライド湾まで護衛した後、スコットランドのグリーノックに拠点を置く第12駆逐群に加わった。10月31日に、輸送船団「OB 237」の護衛任務に就いていたときに、アイルランド島北西沖でドイツの潜水艦であるU-31に遭遇した。アンテロープとアケイティーズによる魚雷がU-31に直撃したため、U-31の乗組員はU-31から脱出した。アンテロープの乗員はU-31への乗り込みを試みたが、無人潜水艦と衝突したため損傷し、U-31は沈没した。アンテロープはU-31から44名を救助したものの、帰還中に1名が死亡したため、残りの43名がクライドへ帰還した。この撃沈によってホワイトは1941年1月に自身初の殊功勲章の飾板が授与された。
アンテロープは第3駆逐群に加わり、本国艦隊の主力艦の護衛任務に就いた。1941年5月にアンテロープは、ドイツの戦艦・ビスマルクに追跡されていた巡洋戦艦・フッドと戦艦・プリンス・オブ・ウェールズの護衛任務に就いた。アンテロープはデンマーク海峡海戦から離れ、撃沈されたフッドの生存者捜索にあたり、その後航空母艦・ヴィクトリアスを護衛した。
8月に、アンテロープはゴーントレット作戦に参加した。作戦は成功し、スピッツベルゲン島の給炭設備が破壊された。10月には、北極海にてPQ1船団の護送任務に加わった。

#### マルタ
1942年4月に、アンテロープはジブラルタルへと航行し、マルタへとスピットファイアを送るという重要な作戦であったカレンダー作戦においてアメリカ海軍の航空母艦・ワスプの護衛を開始した。アンテロープは5月に、バワリー作戦にて61機のスピットファイアを搭載したイーグルとワスプを、LB作戦にて17機搭載したイーグルを護衛し、6月にスタイル作戦とサリエント作戦において55機を搭載したイーグルを護衛した。
アンテロープはサリエント作戦終了後の6月11日からマルタへの大規模な補給を目的としたハープーン作戦に参加した。軽巡洋艦・リヴァプールがイタリアの魚雷爆撃によって損傷した後、船団から離脱し、W級駆逐艦のウエストコットと共にリヴァプールのジブラルタルへの曳航を護衛した。7月にはイーグルとともに、ピンポイント作戦とインセクト作戦においてさらに2機のスピットファイアによる補給作戦に参加した。8月にはマルタへの別働部隊による補給作戦であるペデスタル作戦にて、主要護衛艦隊に加わった。
西アフリカ沖を拠点として活動した後、アンテロープはトーチ作戦に参加する部隊を護衛した。1943年1月30日にはカナダのコルベット・ポート・アーサーと共同で、イタリアの潜水艦・トリトンを撃沈した。3月13日には、オーシャン・ライナーであったエンプレス・オブ・カナダを護衛したが、エンプレス・オブ・カナダはイタリアの潜水艦・レオナルド・ダ・ヴィンチによって撃沈された。7月には、シチリア島への侵攻作戦であるハスキー作戦に加わった。

### 解体
アンテロープは1944年8月にイギリス本国へと帰還した。このとき既に不調であったため、10月にはタインにて予備役とされ、人手不足緩和を理由に乗組員は解放された。1946年にヒューズ・ボルコーへ売却され、解体された。